# حیات وحش (فیلم)
حیات وحش (انگلیسی: Wildlife) فیلمی به کارگردانی پل دانو و نویسندگی دانو و زویی کازان است. این فیلم بر اساس رمانی به همین نام از ریچارد فورد است که در سال ۱۹۹۰ منتشر شد. از بازیگران این فیلم می‌توان به جیک جیلنهال، کری مولیگان، اد اوکسنبولد و زو مارگارت کالتی اشاره کرد. این فیلم نخستین تجربه کارگردانی برای پل دانو است.

## داستان
در سال ۱۹۶۰، پسری جداشدن والدینش را هنگام حرکت به مونتانا می‌بیند و مادر او در عشق با دیگر مردان شکست می‌خورد.

## بازیگران
- جیک جیلنهال در نقش جری برینسون
- کری مولیگان در نقش جانت برینسون
- اد اوکسنبولد در نقش جو برینسون
- زویی مارگارت کالتی در نقش رز-آن
- بیل کمپ در نقش وارن میلر

## تولید

### توسعه
در ژوئیه ۲۰۱۶ اعلام شد که پل دانو تمایل دارد تا رمان جانوران وحشی از ریچارد فورد را همراه با زویی کازان با فیلمنامه‌ای منطبق کنند و نه پل دانو و نه زویی کازان در این فیلم بازی نخواهند کرد. دانو در صحبت‌هایش اظهار که «در کتاب ریچارد من خودم و بسیاری دیگر را دیدم. من همیشه می‌خواستم که فیلم بسازم و به این شناخته شده بودم که همیشه می‌خواستم در مورد مقوله خانواده فیلم بسازم». تولید فیلم بر عهده جوئن پیکچرز قرار گرفت و تهیه‌کننده فیلم، الکس ساکس تعیین شده‌است. همچنین شرکت ناین استوریز پروداکشنز نیز مشترکاً تولید این فیلم را بر عهده گرفت. در سپتامبر ۲۰۱۶ اعلام شد که جیک جیلنهال و کری مولیگان در این فیلم به ایفای نقش خواهند پرداخت.

### فیلم‌برداری
فیلم‌برداری این پروژه در مونتانا آغاز شد. همچنین اوکلاهاما مشترکاً جهت فیلمبرداری اعلام شد. زیرا به دلیل هوای زمستانی مونتانا احتمال ایجاد مشکل در روند فیلمبرداری وجود دارد.

## انتشار
تهیه‌کننده فیلم، الکس ساکس در جشنواره‌ای برنامه‌های انتشار این فیلم را رونمایی کرد و گفت «ما شاید بخواهیم فیلم را به صورت توزیع امن در اوائل سال اکران کنیم و تاریخ اصلی انتشار فیلم را به عهده پخش‌کننده بگذاریم و همچنین امیدواریم که این فیلم در اواخر سال ۲۰۱۷ به اکران عمومی دربیاید.»